# Liste der Environments, Installationen und Skulpturen von Wolf Vostell
Der deutsche Künstler Wolf Vostell (1932–1998) hat von 1958 bis 1998 Environments, Installationen und Skulpturen geschaffen. Die Werke befinden sich in Museen und Privatsammlungen weltweit. Es befinden sich Skulpturen von Wolf Vostell auf öffentlichen Straßen und Plätzen so wie Ruhender Verkehr aus dem Jahr 1969 in Köln, Concrete Traffic aus dem Jahr 1970 in Chicago, Zwei Beton Cadillacs in Form der nackten Maja aus dem Jahr 1987 in Berlin, La Tortuga aus dem Jahr 1988 in Marl und Nike aus dem Jahr 1998 in Palma.

## Hintergrund
Oft stehen die Environments und Installationen in Verbindung mit Happenings oder Fluxus-Konzerten. So ist You aus dem Jahr 1964 ein Happening und auch eine Installation gleichen Titels. Umgraben und T.E.K. Thermo-Elektronischer Kaugummi sind, wie einige andere auch, interaktive Installationen, bei denen der Betrachter aufgefordert wird, aktiv in der Installation zu agieren. In Das Haus des Tauben, aus dem Jahr 1977, gelangt der Betrachter in einen dunklen Raum, indem er mit Gummistiefeln durch Wasser geht und mit Hilfe einer Taschenlampe großformatige Bilder betrachtet. Seit 1958 integrierte Wolf Vostell Fernsehgeräte in seine Werke.

## Liste der Environments, Installationen und Skulpturen (Auswahl)
- 1958: Das schwarze Zimmer (3-teilig, in einem mit schwarzer Farbe gestrichenen dunklen Raum installiert). 1. Deutscher Ausblick, Holz, Stacheldraht, Blechspielzeug, Zeitschrift, Knochen, TV-Gerät. 2. Treblinka, Motorrad-Teil, Holz, Filmstreifen, Transistorradio, Ohrhörer. 3. Auschwitz-Scheinwerfer 568, Holz, Metall, Teer, Kabel, Scheinwerfer. Berlinische Galerie.
- 1958 / 1959: Stadt Anzünder, Zaunlatte mit Plakatresten, Besen. Museum Moderner Kunst Stiftung Ludwig Wien.
- 1961 / 1969: Elektronischer Papierblock, Papierblock aus zusammengepressten Papierabfällen (Zeitungen, Karton), 12 Lautsprecher, 2 Sinuston-Generatoren, Verstärker, teilweise mit Kabel und Draht umwickelt. Sammlung Wolfgang Hahn, Köln.
- 1963: 6 TV-Dé-coll/age, 6 Archivschränke, 6 TV-Geräte, Telefonapparat (Rekonstruktion 1995). Museo Reina Sofía.
- 1963: Chicken Incubator, 6 Brutgeräte, 6 Eier, 6 gegrillte Hühnchen, Leinwand. Anleitung zu Chicken Incubator: Das Publikum kann die gegrillten Hühnchen aus dem Bild essen. Am Tag der Ausstellung sollen die Küken in den Brutgeräten entschlüpfen.
- 1963: 130 Km/h (aus dem Happening Neun Nein-Dé-coll/agen), Mercedes-Benz (Baujahr 1948), Eisenbahnschienen, Schotter (Rekonstruktion 1996).
- 1964: You, 3 Krankenhausbetten, 3 TV-Geräte (Rekonstruktion 1995).
- 1964: Jaguar, 3 zusammengepresste Automobile.
- 1966: Ideenkartei, Karteikasten, Karteikarten, TV-Gerät. Museo Vostell Malpartida.
- 1967: Miss Vietnam, Schaufensterpuppe überarbeitet. Museum Moderner Kunst Stiftung Ludwig Wien.
- 1967: Happening Fall Out von Miss Vietnam, Torso von Schaufensterpuppe, Bürste, Fotoapparate, Spielzeug-Panzer, Kartoffeln.
- 1967: Hommage an Henry Ford und Jaqueline Kennedy, Verwischung auf Leinwandfoto, Leuchtröhre (Ultraviolettstrahlung), Gummischläuche, 2 TV-Geräte, Video-Kamera, Tür von Automobil (Ford), Mikrophon, Verstärker, Spaghetti, Spaten. Museum Ludwig.
- 1968: Elektronischer dé-coll/age Happening Raum / E.d.H.R. (Hommage an Albrecht Dürer), Rauminstallation, 6 TV-Geräte, Glasscherben, Bombenattrappe mit Bonbons beklebt, Schuhe, Schreibmaschine mit Lippenstifte, Tierpräparat (Rabe), Spielzeug-Ritterburg, Spaten, Sichel, Ski, Rad, Laken, Löffel, Zucker und weitere Objekte die mit Elektromotoren betrieben werden. Neue Nationalgalerie.
- 1968: Magnetostriktion in Milch, Eisenbahnschienen, Milch, Mantel mit Lautsprechern und Induktionsschleifen, Trageinstrument. Anleitung zu Magnetostriktion: An den 30 Meter langen Eisenbahnschienen sind Induktionsschleifen angebracht. Mit ca. 30.000 Watt werden Musik oder Sprache ohne Kabel in die Eisenbahnschienen übertragen. Wenn man mit dem Lautsprecher-Mantel mit Induktionsschleifen über die Schienen geht, fangen die Lautsprecher an zu tönen.
- 1968: Türklinken, Eisenstangen mit montierten Türklinken auf Eisenträgern. Anleitung zu Türklinken: Bei Türklinken geschieht die Partizipation dadurch, dass man auf Rollschuhen in ein Milchbecken tritt, mit einem Mikrophon und einem Tuch in der Hand, Türklinken putzt und die Putzgeräusche elektrisch verstärkt überdimensioniert wahrnimmt.
- 1968 / 1970: Hochspannung, Hochspannungsmast, rauchempfindliche Mikrophone, 1000 Zigaretten. Anleitung zu Hochspannung: Ein Teil eines Starkstrommastes wird so aufgebaut das die Kabel in den Museumswänden verschwinden. An den Kabeln befinden sich rauchempfindliche Mikrophone. Unter den Kabeln ist der Boden mit tausenden Zigarettenstummel bedeckt. Der Besucher kann rauchen und löst dadurch eine Schwebung von Sinustönen aus.
- 1968 / 1969: Induktion, Tierpräparat (Kalb), Sand, 2 Induktionsstäbe (Trageinstrument / Elektroakustisches Brett mit Lautsprecher, Elektroteilen und weitere Objekte), Lautsprecher, schwarzes Tuch mit silber (gold) gestickter Formel von James Clerk Maxwell (Maxwell-Gleichungen). Anleitung zu Induktion (Elektromagnetische Induktion): Nehmen Sie einen der Induktionsstäbe und wandern Sie damit in den Räumen herum um die Magnetfelder zu finden. Museo Vostell Malpartida.
- 1968 / 1970: Umgraben, Rheinische Erde von Aachen, 24 verchromte Spaten, akustische Elektrodrähte, Lautsprecher, Verstärker. Anleitung zu Umgraben: Eine Fläche Erde von 5 Meter × 7 Meter × 30 cm kann von 24 Aufführenden gleichzeitig umgegraben werden. Beim Umgraben stoßen die Spaten an in der Erde liegende, abgeschirmte Kabel. Diese Stoßgeräusche werden elektroakustisch verstärkt. Sammlung Wolfgang Feelisch, Remscheid.
- 1969: Telemetrie. Die akustische Straße, Pflastersteine, Elektronik, Lautsprecher, Trümmer. Anleitung zu Telemetrie: Eine akustische Straße, ein Publikumsaktions-Raum. In dem Pflaster der Straße sind 3 mal 40 Lautsprecher eingebaut. Beim Wurf eines Steines aus der Straße gegen die an der Wand gelehnten Trümmer, erklingen aus der Straße für 50 Sekunden schmerzende-laute Sinustöne.
- 1969: Radar Alarm F., Fahrrad, TV-Gerät, Taschenalarmgeräte/Sirenen, Einkaufsnetz. Anleitung zu Radar-Alarm F.: Auf dem Gepäckträger des Rades ist ein TV-Gerät mit einem Video-Programm oder mit TV-Programm eingestellt. Am Fahrradlenker hängt ein Einkaufsnetz mit 40 Alarmsirenen. Die Alarm-Sirenen sind mit einer Schaltuhr gekoppelt, die einmal in der Stunde für 10 Sekunden alle 40 Alarmsirenen aufheulen lässt. Wodurch für dieselbe Zeit das TV-Programm auf dem TV-Gerät gestört wird.
- 1969: Ruhender Verkehr, Aktionsplastik (Ereignisplastik, Ereignisskulptur, Auto-Beton-Skulptur), Opel Kapitän P 2,6 (Baujahr 1960), Betonguss (Stahlbeton B 300, armiert mit Baustahlgewebe R+N-Matten). Köln.
- 1970: Concrete Traffic, Cadillac, Betonguss (Auto-Beton-Skulptur), Chicago.
- 1970: Madison Avenue, Literatur 4, Schreibmaschine, Lippenstifte. Kölnisches Stadtmuseum.
- 1970: Beton-Stuhl (Berliner-Stuhl), Betonguss Berlinische Galerie.
- 1970: Heuschrecken, Verwischung, 20 Monitore, 1 Video-Kamera, Teer, Knochen, Haare, Tennisschläger, Schuhe. Anleitung zu Heuschrecken: Wenn Sie vor das Environment treten sind Sie über eine Video-Kamera sofort Bestandteil desselben. Die Zeitdauer Ihres Porträts-Ihrer Selbstdarstellung-Ihres elektronischen Daseins, bestimmen Sie selbst. Das Rauschen der TV-Geräte ist der Heuschrecken-Schwarm. Museum Moderner Kunst Stiftung Ludwig Wien.
- 1970: T.E.K. Thermo-Elektronischer Kaugummi, Rauminstallation, 5 Mikrophonkapseln mit Sendern, 5 warme Lichtquellen, Kaugummis, 2 Lautsprecher, 1 Verstärker 25 Watt, 1 Transistorradio, 30 Metallpfähle mit Stacheldraht, 5 Koffer mit Radios und wärmeempfindliche Mikrophonen, 13000 Löffel und Gabeln. Anleitung zu Thermo-Elektronischer Kaugummi: Kaugummi kauen. Sendekapsel an der Backe befestigen. Koffer nehmen und im Raum herumtragen und Kaugummi kauen. Verstärkt gesendete Kaugeräusche hören. Kaugeräusche im Koffer hören. Dortmunder U.
- 1970: TV-Schuhe, gebrauchte Schuhe, TV-Gerät, Automobil-Batterien, aktuelle Tageszeitungen. Anleitung zu TV-Schuhe: In dem Schuhberg liegt ein TV-Gerät mit TV-Programm. Vor dem Schuhberg neben 2 12-Volt Automobil-Batterien, liegt die größte Tageszeitung des Ortes an dem das Werk ausgestellt ist. Jeden Tag wird die neue Tageszeitung auf den Stapel gelegt. Bis zum Ausstellungsende. Sammlung Gino Di Maggio, Fondazione Mudima, Mailand.
- 1972: Olympia-Theke / Beton-Theke, Verkaufstheke, Betonguss. Museum Bochum.
- 1972: T.O.T. Technological Oak Tree, Baum (Eiche), elektronische Messgeräte, Karteikasten. Anleitung zu T.O.T.: An einem Baum werden verschiedene Physikalische Größen (Natur-Ereignisse (Windstärken, Temperaturen)) gemessen, übertragen und durch Messinstrumente angezeigt. Der Betrachter findet für 310 Messvorgänge, 310 korrespondierende Ideen, auf Karteikarten geschrieben, von denen er eine nach der anderen aufführen kann. Menschliches Verhalten ausgelöst durch physikalisches Verhalten der Natur. Zum Beispiel: 5 gemessene Werte = 5 Ideen.
- 1972: Desastres (aus dem Film und Happening Desastres), Eisenbahn-Wagon, Beton, verschiedene Objekte.
- 1973: Mania, Rauminstallation, Baum, Haare, Tiergehirne. Anleitung zu Mania: Bewusstwerdung durch eigenes Handeln, nicht durch zuschauen. Kaufe einen Stadtplan von Hannover, nimm aus dem Vostell-Environment Mania im Kunstverein 1 Tiergehirn, hinterlegt im Sekretariat eine Quittung dafür. Übertrage die auf einer Tafel befindliche Kurve der Wehrdienstverweigerung auf den Stadtplan von Hannover (siehe Modell). Fahre mit dem Auto und Gehirn die Linie so genau wie möglich nach. Immer wenn Du den Weg suchst, notiere auch sofort Deine Gedanken ohne eine Auswahl zu treffen. Bringe das Gehirn und Deine Notizen in den Vostell-Raum im Kunstverein, gegen Quittung. Der Bericht Deiner Fahrt wird Bestandteil der Ausstellung.
- 1973: Auto-Fieber, Cadillac Sedan, 8 Elektromotoren, 2 Sicheln, 10 Vorschlaghämmer, 6 Rächen, 2 Bleifiguren, Haare, ca. 1000 Teller. Anleitung zu Auto-Fieber: Nachdem Sie von dem Environment nach Hause zurückkehren, messen Sie Ihre Temperatur. Notieren Sie diese auf einen Zettel mit Datum und Uhrzeit. Legen Sie diese Aufzeichnungen auf einen Teller auf den Balkon oder Fenster, bis zu Ihrem nächsten Fieber. Dann zerstören Sie den Teller. Museo Vostell Malpartida.
- 1973: Energie, Aktionsplastik, Cadillac, Brote, Tageszeitungen, Stecknadeln, Gewehre. Anleitung zu Energie: Wickeln Sie etwa 1000 Brote mit Schnur in die aktuelle Tageszeitung des Ortes an dem das Werk ausgestellt ist und bauen Sie damit eine Wand neben den Cadillac. In der Tageszeitung, in die die Brote eingewickelt werden, erscheint am Tag der Eröffnung eine ganzseitige Anzeige zur Ausstellung mit einem Zitat von Wolf Vostell: „Es sind die Dinge die Ihr nicht kennt, die Euer Leben verändern“. Heften Sie Stecknadeln an die Brote und Zeitungen. Durchstechen Sie zu Hause die Zeitungsartikel die Ihnen mißfallen mit Stecknadeln. Wickeln Sie Brotreste mit Leim oder Scotch in Zeitungsstücke. Museo Vostell Malpartida.
- 1974: Mit(H)ropa, Buick, Fernschreiber, 3 TV-Geräte, Video-Kamera, Tierpräparat (Kalb), Knochen, Messer, Beton, Maschinengewehr, Patronengürtel, Diaprojektor, Fleischerhaken, Stiefel, Metallhandschuhe und weitere Objekte. Skulpturenmuseum Glaskasten.
- 1974: Erdbeeren (aus dem Happening Erdbeeren), Berliner Doppeldecker-Verkehrsbus, Bleifolie, Erdbeerpflanzen, 1 Video-Kamera, 1 Video-Monitor.
- 1974: Die Bakterien entscheiden selbstständig, Zinkbadewanne, TV-Gerät, Seil, Sichel, Leinwand.
- 1974: TV-Beton-Paris, TV-Gerät, Betonguss. Zentrum für Kunst und Medientechnologie.
- 1975: Denktische I, Tisch, Volksempfänger, Briketts, Haare.
- 1975: Denktische II, Tisch, Radio, Briketts, Messer.
- 1975: Endogene Depression (Version Genua), Rauminstallation, Tische, TV-Geräte, Radios, Briketts, Fische.
- 1975: Fandango, 40 Türen von Automobilen, 40 Elektromotoren, 40 Vorschlaghämmer. Sammlung Gino Di Maggio, Fondazione Mudima, Mailand.
- 1975: Berliner-Sessel, Clubsessel mit Bleifolie verkleidet, Gewehr und weitere Objekte.
- 1975–1978: Endogene Depression, Schulbänke, Tische, TV-Geräte, Radios, Beton und weitere Objekte. Museo Vostell Malpartida.
- 1976: VOAEX (Viaje de (H)ormigón por la alta Extremadura / Betonreise durch die Obere Extremadura), Aktionsplastik (Ereignisplastik, Ereignisskulptur, Auto-Beton-Skulptur), Opel Admiral B (Baujahr 1970), Betonguss. Museo Vostell Malpartida.
- 1976: Fluxus-Symphonie für 40 Staubsauger, 40 Staubsauger.
- 1976: Der New Yorker Stuhl, Ledersessel, Messer, TV-Gerät. Sammlung Pankrath, Berlin.
- 1977: Gehirn als Videokamera, TV-Gerät, Kabel, Glaskasten, medizinisches Anschauungsmodell (Rekonstruktion 1994).
- 1977: Das Flugzeug ist das Ei in der Hand des Himmels (Das Ei), Lockheed F-104G „Starfighter“ der Luftwaffe der Bundeswehr, Ameisen in transparenten Plastikschläuchen die mit dem Das Haus des Tauben verbunden sind.
- 1977: Das Haus des Tauben, 14 übermalte Leinwandfotos, Bleifolie, 14 TV-Geräte, Ölwasser-Becken, Gummistiefel, Taschenlampen. Sammlung Gino Di Maggio, Fondazione Mudima, Mailand.
- 1978: Der Tote der Durst hat, Bleikasten, Teller, Betonguss. 3 Tage war ein Bleikasten dem Publikum in Malpartida de Cáceres zugänglich. Danach wurde er luftdicht verschlossen und in die Skulptur einbetoniert. Die Teller sind der Sonne zugewannt. In 5000 Jahren soll die Skulptur geöffnet werden und die Wissenschaft soll eine Analyse der Bakterien und anderer Elemente in dem Bleikasten durchführen und die Ergebnisse ausstellen. Museo Vostell Malpartida.
- 1978: Radio-Fisch, Radios, Fische, Fischerboot, Eis.
- 1979: TV-Obelisk, TV-Geräte, Beton, Video-Kamera. Dalí-Museum.
- 1979 / 1986: Hommage an Miro und Garcia Lorca (aus dem Fluxus-Konzert Romancero Gitano), Limonen, Erde, Messer, Tier-Blut, Stock, Stuhl, Glas.
- 1980: Johanna die Wahnsinnige (aus dem Fluxus-Konzert Juana La Loca), Federn, 1 Huhn, 2 Teller, 7 Kassetten-Recorder.
- 1980: Endogen Depression (Version Los Angeles), Rauminstallation, Tische, TV-Geräte, Beton, Truthähne (Aufbau auch ohne Truthähne).
- 1981: Die Wolken (aus Fluxus-Zug), 8 Bleifiguren auf Holzgestellen mit 4 Elektromotoren, verbleite Wände. Sammlung Pankrath, Berlin.
- 1981: Die Feuer (aus Fluxus-Zug), Tierpräparat (6 Hunde), Messer, rotes Paprikapulver, Paprikaschoten.
- 1981: Die Tänze / Das deutsche Zimmer (aus Fluxus-Zug), Sofa, Tisch, Stuhl, TV-Gerät, Lampe, Klavier, Bild, Betonguss. Dortmunder U.
- 1981: Die Flüsse (aus Fluxus-Zug), Kassetten-Recorder, Druckschalter, blaue Glühlampen.
- 1981: Die Steine (aus Fluxus-Zug), Telefon-Apparate, Knochen, 2 Tische, Kohlensäcke.
- 1981: Die Winde (aus Fluxus-Zug), Mercedes-Benz 600 (Baujahr 1966), 21 TV-Geräte, 1 Video-Kamera, elektrisches Kaminfeuer, transparenter Plastikschlauch, Torso einer Schaufensterpuppe, Steinkohle.[2]
- 1982: Der Garten der Lüste (aus der Fluxus-Oper Der Garten der Lüste), Tische, weiße Tischtücher, Salat, Olivenöl, Essig, Salz, Kerzen.
- 1982: TV-Montparnasse, 5 Video-Recorder, 5 Video-Monitore, 1 Zeichnung.
- 1983: Energie, Aktionsplastik (Version Brasilien), Cadillac, Gewehre, Brote, Tageszeitungen, Stecknadeln.
- 1985: Endogene Depression, TV-Geräte, Truthähne, Reifen von Traktor, Beton, Eisenteile, Version der Endogene Depression. Stockholm.
- 1986: Requiem für die Vergessenen, Bauernkarren, Klavier, Stacheldraht, TV-Geräte, Beton, Goldschmuck. Museo Vostell Malpartida.
- 1986: Milonga, Mercedes-Benz 600-Motor (Baujahr 1966), Schläuche und Rundlaufpumpe, 1 Sportschuh, rote Flüssigkeit, kleines TV-Gerät.
- 1986: Der Musik-Baum, Eisenplatten, Eisenrohre, Eisenstangen.
- 1986: Endogene Depression, TV-Geräte, Betonguss, Version der Endogene Depression. Nizza.
- 1986: Amapola, TV-Geräte, Betonguss, Version der Endogene Depression. Zamora.
- 1986: Die Nackten und die Toten, Klavier, Beton.
- 1987: Zwei Beton Cadillacs in Form der nackten Maja, 2 Cadillac Fleetwood, Betonguss (Auto-Beton-Skulptur), Berlin (Rathenauplatz).
- 1987: Zwei Beton Cadillacs in Form der nackten Maja (Bronze).
- 1987: Auto-Barricade, Automobile, Betonguss. Place de la Resistance, Belfort.
- 1988: La Tortuga, Lokomotive, DR 52 2751 (La Tortuga). Marl.
- 1988: Fluxus-Buick-Piano, Buick, Konzertflügel, Hämmer, Ketten. Museo Vostell Malpartida.
- 1988: Das Frühstück des Leonardo da Vinci in Berlin / Sand im Getriebe, Cadillac Fleetwood, Steine, Sand, Spaten. Museo Vostell Malpartida.
- 1988: Icarus, Chevrolet Camaro Turbo 350 (Coupé, Baujahr 1972), runde Eisenstangen, Federn.
- 1988: VW for Zen, 2 Automobile (Volkswagen-Käfer), Spritzbeton. Für die Olympiade in Seoul im Jahr 1988.
- 1989: Diskobol (Bronze), art'otel, Joachimstaler Straße 28–29, Berlin.
- 1990: Beton-Stiere, Beton, Lastwagen-Motoren. Museo Vostell Malpartida
- 1990: Kafkas Boot / Fine de Golfo, Gummischlauchboot, Gasmasken, 1 Video-Kamera, 1 Video-Monitor, Füße und Ohren aus Gips, Hardschaum, Geigerzähler.
- 1990: Beton-Flügel, Konzertflügel, Notenblätter, Betonguss. Sammlung Gino Di Maggio, Fondazione Mudima, Mailand.
- 1991: Ajo-TV, Knoblauch, TV-Gerät, Glaskasten auf Rollen.
- 1991: Auto-TV-Hochzeit, Mercedes-Benz, W 108, 280 SE, Baujahr 1968 (von Dampfwalze zerquetscht), TV-Geräte, zerbrochene Gläser.[3]
- 1991: Don Quijote, Offset-Druckmaschine (Heidelberg Cylinder, Heidelberger Druckmaschinen), Motorrad (Puch), Ölbecken.
- 1992: Castor, Eisenform, Eisenbahnschienen, 2 Video-Kameras, 2 Video-Monitore, Trommel, Schießanlage für Wurfscheibenschießen.
- 1992 / 1993: Zyklus: Icaro und Tanit, Skulpturen, verschiedene Objekte. Museo Vostell Malpartida.
- 1993: Mauer aus Löffel, armiertes Stück der Berliner Mauer, 12 Löffel aus Silber, 85 × 102 × 35 cm. Sammlung Jean Mairet, Paris.
- 1993: Sarajevo-TV, TV-Gerät, Chello, Modelleisenbahn-Wagon, Fuß und Bein einer Schaufensterpuppe. Museum Fluxus Plus
- 1993: Sarajevo, Radio, Modelleisenbahn-Wagon, 2 Füße aus Gips.
- 1994: Sarajevo. 3 Fluxus-Pianos, 3 Klaviere, verschiedene Objekte.
- 1994: Berlinerin (Bronze), Torso, Coca-Cola-Flasche, TV-Gerät.
- 1994: Fluxus-Piano-Lituania. Hommage an Maciunas, Piano, Koffer, Einkaufswagen, Einweckglas mit Staubtuch, Feldtelefon. Institut für Auslandsbeziehungen.
- 1995: Beton-Stier, Beton, Lastwagen-Motor. Sammlung Serra, Palma.
- 1995: 9cm²-Fluxus-TV (Bronze), TV-Gerät.
- 1996: Energie II, Cadillac Fleetwood, Radios, Stacheldraht, Spielzeug-Ritterburg.
- 1996: Hommage an Levin, 2 Türen von Automobilen, 1 Geweih, 1 Lastwagen-Achse, 1 Eisenbahn-Achse, verschiedene Objekte. Palacio de Topete, Malpartida de Cáceres
- 1996–1997: Warum dauerte der Prozess zwischen Pilatus und Jesus nur zwei Minuten? 1 MiG Mikojan-Gurewitsch, 2 Automobile, PC-Monitore, Konzert-Flügel. Museo Vostell Malpartida.
- 1997: Engels-Sturz, 1 MiG-15, 19 TV-Geräte.
- 1998: Nike (Bronze). Berlin (Gloria-Passage), Palma (Paseo Mallorca), Malpartida de Cáceres (Carretera Nacional N-521).
- 1998: Cadillac Schaukel, Cadillac Fleetwood, TV-Geräte, Eisengestell. Sammlung Bernd Reiter, Hürth.[4][5][6][7][8][9]